# World Team Cup 2003
De ARAG World Team Cup 2003  werd gehouden van 18 tot en met 24 mei 2003 in het Duitse Düsseldorf. Het was de zesentwintigste editie van het tennistoernooi tussen landen. Dit toernooi bestaat uit twee enkelspelpartijen en één dubbelspelpartij.
Het Chileense team won voor de eerste keer de World Team Cup.

## Groepsfase

### Rode Groep

#### Eindstand
| Pos. | Land             | W | V | Wedstr. | Sets  |
| ---- | ---------------- | - | - | ------- | ----- |
| 1.   | Tsjechië         | 3 | 0 | 6-3     | 13-8  |
| 2.   | Australië        | 1 | 2 | 5-3     | 10-9  |
| 3.   | Spanje           | 1 | 2 | 4-5     | 10-10 |
| 4.   | Verenigde Staten | 1 | 2 | 3-6     | 7-13  |

#### Wedstrijden
| Spanje                         | - | Verenigde Staten             | 1 - 2            |
| ------------------------------ | - | ---------------------------- | ---------------- |
| Carlos Moyà                    | - | James Blake                  | 7-6(2), 7-5      |
| Àlex Corretja                  | - | Todd Martin                  | 3-6, 4-6         |
| Àlex Corretja Fernando Vicente | - | Mardy Fish James Blake       | 2-6, 6-7(9)      |
| Australië                      | - | Tsjechië                     | 1 - 2            |
| Lleyton Hewitt                 | - | Jiří Novák                   | 6-3, 6-2         |
| Wayne Arthurs                  | - | Radek Štěpánek               | 6-7(1), 3-6      |
| Wayne Arthurs Lleyton Hewitt   | - | Jiří Novák Radek Štěpánek    | 4-6, 4-6         |
| Spanje                         | - | Tsjechië                     | 1 - 2            |
| Àlex Corretja                  | - | Radek Štěpánek               | 6-4, 6-4         |
| Carlos Moyà                    | - | Jiří Novák                   | 6-4, 6-7(5), 2-6 |
| Àlex Corretja Carlos Moyà      | - | Jiří Novák Radek Štěpánek    | 3-6, 4-6         |
| Australië                      | - | Verenigde Staten             | 3 - 0            |
| Lleyton Hewitt                 | - | James Blake                  | 6-3, 6-3         |
| Wayne Arthurs                  | - | Todd Martin                  | 7-6(4), 7-5      |
| Wayne Arthurs Todd Reid        | - | Mardy Fish Graydon Oliver    | 6-4, 6-2         |
| Spanje                         | - | Australië                    | 2 - 1            |
| Carlos Moyà                    | - | Lleyton Hewitt               | 2-6, 6-3, 3-6    |
| Àlex Corretja                  | - | Wayne Arthurs                | 3-6, 7-5, 7-5    |
| Àlex Corretja Nicolás Massú    | - | Mark Philippoussis Todd Reid | 6-1, 6-1         |
| Tsjechië                       | - | Verenigde Staten             | 2 - 1            |
| Jiří Novák                     | - | James Blake                  | 5-7, 6-4, 3-6    |
| Radek Štěpánek                 | - | Todd Martin                  | 6-2, 7-5         |
| Jiří Novák Radek Štěpánek      | - | James Blake Mardy Fish       | 6-3, 4-6, 6-1    |

### Blauwe Groep

#### Eindstand
| Pos. | Land       | W | V | Wedstr. | Sets |
| ---- | ---------- | - | - | ------- | ---- |
| 1.   | Chili      | 3 | 0 | 8-1     | 17-3 |
| 2.   | Argentinië | 2 | 1 | 6-3     | 12-9 |
| 3.   | Duitsland  | 1 | 2 | 4-5     | 9-13 |
| 4.   | Zweden     | 0 | 3 | 0-9     | 4–17 |

#### Wedstrijden
| Argentinië                        | - | Zweden                            | 3 - 0                      |
| --------------------------------- | - | --------------------------------- | -------------------------- |
| David Nalbandian                  | - | Jonas Björkman                    | 6-2, 6-2                   |
| Gastón Gaudio                     | - | Thomas Enqvist                    | 4-6, 6-4, 7-6(4)           |
| Lucas Arnold Ker David Nalbandian | - | Jonas Björkman Thomas Enqvist     | 6-7(2), 7-6(4), 6-2        |
| Duitsland                         | - | Chili                             | 1 - 2                      |
| Lars Burgsmüller                  | - | Fernando González                 | 4-6, 6-7(6)                |
| Tomas Behrend                     | - | Marcelo Ríos                      | 3-6, 7-5, 7-6(2)           |
| Michael Kohlmann Rainer Schüttler | - | Fernando González Nicolás Massú   | 6-1, 2-6, 0-6              |
| Argentinië                        | - | Duitsland                         | 3 - 0                      |
| David Nalbandian                  | - | Rainer Schüttler                  | 6-4, 7-5                   |
| Gastón Gaudio                     | - | Tomas Behrend                     | 6-2, 6-4                   |
| Lucas Arnold Ker David Nalbandian | - | Lars Burgsmüller Michael Kohlmann | 6-2, 0-6, 6-2              |
| Chili                             | - | Zweden                            | 3 - 0                      |
| Nicolás Massú                     | - | Thomas Enqvist                    | 6-2, 6-3                   |
| Fernando González                 | - | Magnus Norman                     | 6-2, 6-3                   |
| Fernando González Nicolás Massú   | - | Jonas Björkman Magnus Norman      | 6-4, 6-2                   |
| Duitsland                         | - | Zweden                            | 3 - 0                      |
| Rainer Schüttler                  | - | Magnus Norman                     | 6-1, 6-3                   |
| Lars Burgsmüller                  | - | Thomas Enqvist                    | 5-7, 6-4, 6-4              |
| Tomas Behrend Michael Kohlmann    | - | Thomas Enqvist Magnus Norman      | 6-7(5), 5-0 opgave Zweden  |
| Argentinië                        | - | Chili                             | 0 - 3                      |
| David Nalbandian                  | - | Fernando González                 | 4-6, 5-7                   |
| Gastón Gaudio                     | - | Marcelo Ríos                      | 3-6, 3-6                   |
| Lucas Arnold Ker David Nalbandian | - | Fernando González Nicolás Massú   | 3-6, 0-1 opgave Argentinië |

## Finale
| Tsjechië                  | - | Chili                           | 1 - 2          |
| ------------------------- | - | ------------------------------- | -------------- |
| Jiří Novák                | - | Fernando González               | 6-7(4), 6-7(5) |
| Radek Štěpánek            | - | Nicolás Massú                   | 6-3, 7-6(5)    |
| Jiří Novák Radek Štěpánek | - | Fernando González Nicolás Massú | 4-6, 2-6       |